# Сіра Ганна Мусіївна
Ганна Мусіївна Сіра (25 січня 1924, село Єрків, Козелецький район, Чернігівська область — 3 червня 2014, Київ) — будівельник, бригадир опоряджувальників, Герой Соціалістичної Праці.

## Біографія
Народилася 25 січня 1924 у селі Єрків Чернігівської області. В 1936–1941 — різноробоча Козелецького цегляного заводу, 1944–1988 — штукатур, бригадир штукатурів тресту «Хрещатикбуд». Брала участь у повоєнній відбудові Києва. Працювала на відбудові  Жовтневого палацу (нині — Міжнародний центр культури і мистецтв), будівництві Палацу спорту, консерваторії, готелів «Україна» та «Київ», комплексу Музею історії Великої Вітчизняної війни, кінотеатру «Київ», будинків міськради, профспілок, художника, корпусу університету, шкіл, лікарень, житлових будинків та ін. у Києві.
Активно займалася громадською діяльністю. Депутат Київської міськради (1948–1986).
Померла у Києві 3 червня 2014. Похована на Звіринецькому кладовищі.

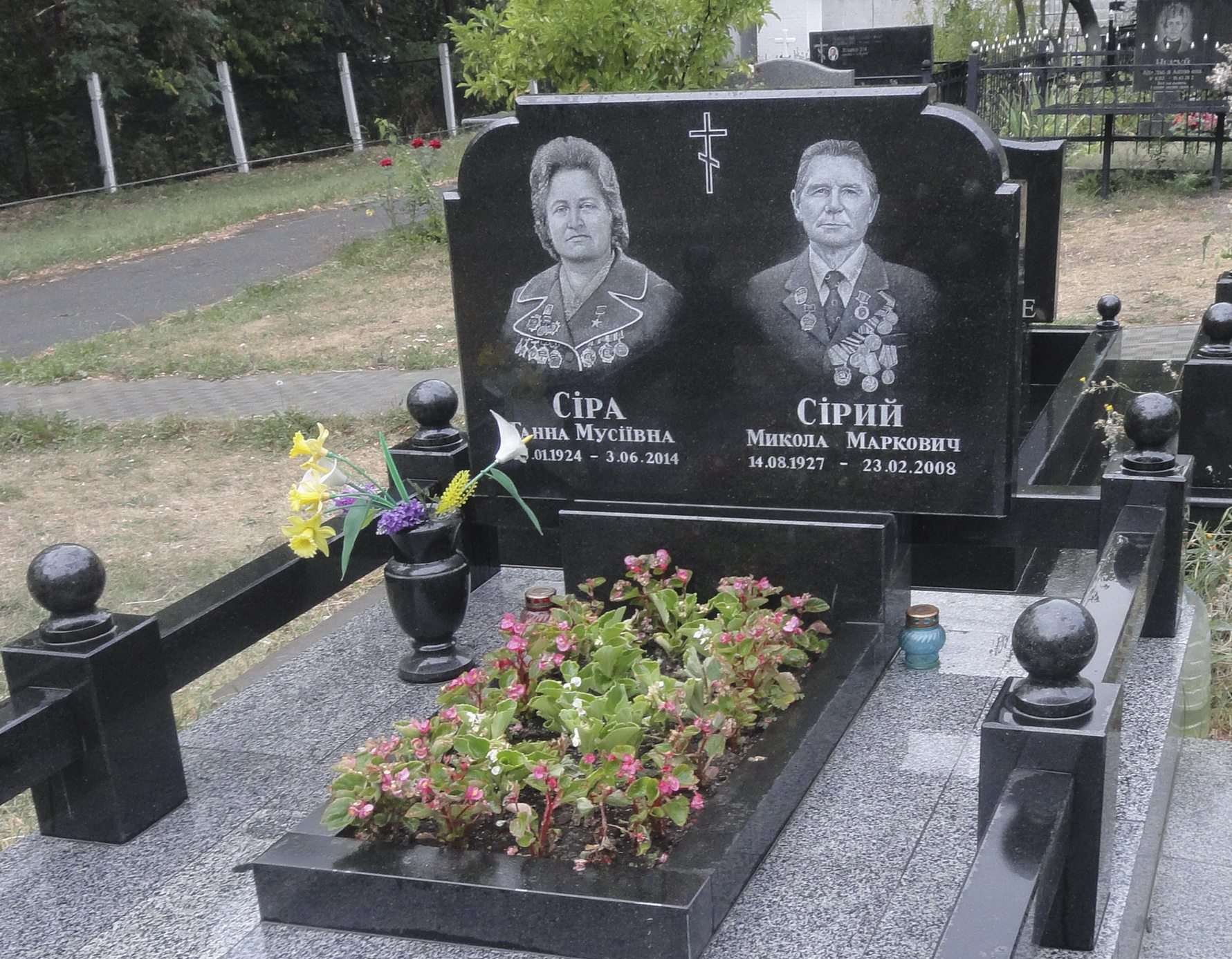
Надгробок Г. М. Сірої на Звіринецькому кладовищі

## Нагороди
- Герой Соціалістичної Праці (1966).
- Ордени Леніна (1958, 1966), Жовтневої Революції (1977), медалі.
- Почесні грамоти Президії Верховної Ради України (1965, 1981).
- Звання «Заслужений будівельник України» (1963).
- Звання «Почесний громадянин Києва» (1987).